# 栃尾電鉄モハ212形電車
栃尾電鉄モハ212形電車（とちおてつどうモハ212がたでんしゃ）は、かつて日本の新潟県に存在した鉄道路線（軽便鉄道）の栃尾電鉄（→越後交通栃尾線）で使用されていた電車である。この項目では、1966年まで製造が実施された、モハ212形と同型の車体を有する車両（モハ213 - 217）についても解説する。

## 概要

### 共通事項
第二次世界大戦後の石炭価格高騰に対処するため、1948年に電化を行った栃尾電鉄（旧：栃尾鉄道）は、当初草軽電鉄からの譲渡車両や既存の気動車の改造により電車（電動車）の増備を進め、1950年代前半は自社工場での新造車両の製造が行ったが、1957年に製造されたモハ212形（モハ212）以降は1960年の越後交通への合併（栃尾線）を経て1966年のモハ217形（モハ217）まで東洋工機が製造した電動車の導入が実施された。
これらの車両は全長13,600 mm、最大幅2,236 mm（乗降扉の手すり部分）、全高（集電装置を含む）3,810 mmと軌間762 mm向けの車両の中では大型の部類に属し、栃尾線の車両限界ぎりぎりまで寸法を広げた設計となっていた。車体は張り上げ屋根の両運転台構造で前面中央には貫通扉が存在し、車内照明には蛍光灯が採用された。速度制御にはモハ211以降栃尾線の標準仕様となったHL制御方式（間接非自動制御方式）が用いられた。

### 車種・主要諸元
モハ212形以降、栃尾電鉄では計6両の東洋工機製電動車が導入されたが、全車とも台車や機器、車体構造などに以下のような差異が存在した。
- モハ212形（モハ212） - 一連の東洋工機製車両で最初に製造された形式で、1957年製。台車には手塚製作所が所有していたボールドウィン・L形と同型である都電・D4形を改造の上で流用した。主電動機は垂直カルダン駆動方式に対応した神鋼電機製の機器が導入された[1][4]。
- モハ213形（モハ213・214） - 1960年に製造され、同年内に栃尾鉄道へ入線したが、軽便鉄道の車両限界を超える車体幅に対する設計変更申請の認可が遅れ、竣工届が提出されたのは翌1961年となった。台車は車両によって異なり、モハ213は東洋工機製のTK400が、モハ214は東急車輌製造製のTS314が使われたが、双方とも騒音や振動を抑制するオイルダンパーが搭載されているのが特徴だった[1][4][7]。
- モハ215形（モハ215） - モハ213形と同型で台車も東洋工機製のTK400が採用されたが、冬季に雪を巻き込み走行不能の要因になる事があったオイルダンパーは設置されなかった。製造されたのは1963年だが、書類上の製造年は竣工届が出された1964年となっている[1][4]。
- モハ216形（モハ216） - 乗務員用の乗降扉が車体の右側に追加された他、出力増強および保守の簡素化のため主電動機は吊り掛け駆動方式に対応した日立製作所製の機器（HS-102FR）に変更された。台車は東洋工機製のTK500が採用された。1964年製[1][4][7]。
- モハ217形（モハ217） - モハ216形と同型の車体や機器を有していたが、制動装置がAMM-R[注釈 1]に変更された。書類上の製造年は1966年だが、実際は前年の1965年の時点で既に製造されていた[1][4][13]。

| 東洋工機製電動車 主要諸元表（製造時） | 東洋工機製電動車 主要諸元表（製造時） | 東洋工機製電動車 主要諸元表（製造時） | 東洋工機製電動車 主要諸元表（製造時） | 東洋工機製電動車 主要諸元表（製造時） | 東洋工機製電動車 主要諸元表（製造時） | 東洋工機製電動車 主要諸元表（製造時） | 東洋工機製電動車 主要諸元表（製造時） |
| ------------------------------------- | ------------------------------------- | ------------------------------------- | ------------------------------------- | ------------------------------------- | ------------------------------------- | ------------------------------------- | ------------------------------------- |
| 形式                                  | 形式                                  | モハ212形                             | モハ213形                             | モハ213形                             | モハ215形                             | モハ216形                             | モハ217形                             |
| 車両番号                              | 車両番号                              | モハ212                               | モハ213                               | モハ214                               | モハ215                               | モハ216                               | モハ217                               |
| 製造年                                | 実車                                  | 1957                                  | 1960                                  | 1960                                  | 1963                                  | 1964                                  | 1965                                  |
| 製造年                                | 書類上                                | 1958                                  | 1961                                  | 1961                                  | 1964                                  | 1964                                  | 1966                                  |
| 軌間                                  | 軌間                                  | 762mm                                 | 762mm                                 | 762mm                                 | 762mm                                 | 762mm                                 | 762mm                                 |
| 運転台                                | 運転台                                | 両運転台                              | 両運転台                              | 両運転台                              | 両運転台                              | 両運転台                              | 両運転台                              |
| 全長                                  | 全長                                  | 13,600mm                              | 13,600mm                              | 13,600mm                              | 13,600mm                              | 13,600mm                              | 13,600mm                              |
| 全幅                                  | 全幅                                  | 2,236mm                               | 2,134mm                               | 2,134mm                               | 2,236mm                               | 2,236mm                               | 2,236mm                               |
| 全高                                  | 全高                                  | 3,810mm                               | 3,810mm                               | 3,810mm                               | 3,810mm                               | 3,810mm                               | 3,810mm                               |
| 重量                                  | 重量                                  | 17.5t                                 | 17.0t                                 | 17.0t                                 | 17.5t                                 | 19.0t                                 | 19.0t                                 |
| 定員                                  | 着席                                  | 40人                                  | 40人                                  | 40人                                  | 36人                                  | 34人                                  | 34人                                  |
| 定員                                  | 合計                                  | 80人                                  | 80人                                  | 80人                                  | 75人                                  | 75人                                  | 75人                                  |
| 台車                                  | 台車                                  | 都電 D4                               | 東洋工機 TK400                        | 東急車輌 TS314                        | 東洋工機 TK400                        | 東洋工機 TK500                        | 東洋工機 TK500                        |
| 車輪径                                | 車輪径                                | 710mm                                 | 710mm                                 | 710mm                                 | 710mm                                 | 800mm                                 | 800mm                                 |
| 最高速度                              | 最高速度                              | 50.0km/h                              | 50.0km/h                              | 50.0km/h                              | 50.0km/h                              | 50.0km/h                              | 50.0km/h                              |
| 定格速度                              | 定格速度                              | 31.3km/h                              | 31.3km/h                              | 31.3km/h                              | 31.3km/h                              | 25.0km/h                              | 25.0km/h                              |
| 出力                                  | 主電動機                              | 55.95kw                               | 55.95kw                               | 55.95kw                               | 55.95kw                               | 42.0kw                                | 42.0kw                                |
| 出力                                  | 車両                                  | 111.9kw                               | 111.9kw                               | 111.9kw                               | 111.9kw                               | 168.0kw                               | 168.0kw                               |
| 歯車比                                | 歯車比                                | 7.75                                  | 7.75                                  | 7.75                                  | 7.75                                  | 3.83                                  | 3.83                                  |
| 駆動方式                              | 駆動方式                              | 垂直カルダン駆動方式                  | 垂直カルダン駆動方式                  | 垂直カルダン駆動方式                  | 垂直カルダン駆動方式                  | 吊り掛け駆動方式                      | 吊り掛け駆動方式                      |
| 備考                                  | 備考                                  | 1.                                    | 1.                                    | 1.                                    | 1.                                    | 1.                                    | 1.                                    |
| 参考                                  | 参考                                  | [ 1 ] [ 3 ] [ 4 ] [ 6 ] [ 8 ]         | [ 1 ] [ 3 ] [ 4 ] [ 6 ] [ 8 ]         | [ 1 ] [ 3 ] [ 4 ] [ 6 ] [ 8 ]         | [ 1 ] [ 3 ] [ 4 ] [ 6 ] [ 8 ]         | [ 1 ] [ 3 ] [ 4 ] [ 6 ] [ 8 ]         | [ 1 ] [ 3 ] [ 4 ] [ 6 ] [ 8 ]         |

## 運用

### 総括制御への対応
栃尾電鉄（→越後交通栃尾線）の駅のうち、1919年の延伸から1973年の部分廃止まで途中駅だった上見附駅はスイッチバック構造になっており、同駅を経由する列車は必ず先頭の動力車（機関車、電動車）を付け替えなければならず、運用や効率の面で難があった。また各終着駅（栃尾駅、悠久山駅）についても折り返し用のループ線は存在せず同様の問題を抱えていた。そこで栃尾電鉄では、先頭の車両から一括して編成全体の制動などの操作が可能な総括制御の導入を検討するようになり、1955年以降複数の制御車を改造により製作したが、電気系統や空気ブレーキなどの諸問題で認可が下りず、モハ217を含む自動空気ブレーキを搭載した車両による営業運転が開始されたのは1966年となった。
それ以降、越後交通では栃尾線で使用されていた既存の電動車についても制動装置の自動空気ブレーキ（AMM-R）への交換や運転台の全室化などの工事が実施され、東洋工機製電動車についても以下の車両が対象となった。
- モハ212 - 1968年5月改造。これにより定員数が75人（着席36人）に減少。
- モハ215 - 1969年5月改造。これにより定員数が75人（着席36人）に減少。
- モハ216 - 1966年8月改造。これにより定員数が75人（着席34人）に減少。

### 廃車
総括制御への対応工事後、対象となった3両および新造時から対応していたモハ217は同様の改造を受けた他の車両と編成を組んで使用された一方、対象外となった2両（モハ213・モハ214）については、モハ209やED51が牽引する混合列車や客車列車に客車代用として組み込まれて運用されることが多くなった。この2両は1973年4月15日に実施された部分廃止により運用から離脱し廃車された。残りの車両についてはそれ以降も引き続き使用されたが、モハ215については1974年に集電装置が撤去され制御車となった。
これらの総括制御対応車両についても1975年3月31日の栃尾線廃止をもって営業運転を終了し、他社への譲渡や保存は行われず全車とも廃車・解体された。